# In Flames
In Flames ist eine schwedische Metal-Band aus Göteborg. Die im Jahre 1990 gegründete Band zählt neben Dark Tranquillity, At the Gates und Soilwork zu den stilprägenden Bands des Melodic-Death-Metal-Subgenres. In den vergangenen Jahren distanzierte sich die Band jedoch von den musikalischen Wurzeln und nahm modernere Stilelemente in ihren Klang auf.
Bislang veröffentlichte die Band unter anderem 13 Studioalben und drei Livealben. Sie wurde dreimal mit dem schwedischen Grammis-Musikpreis ausgezeichnet. Für den US-amerikanischen Grammy war die Band bereits zweimal nominiert. 

## Geschichte

### Die Gründerjahre
Die Band wurde 1990 von Jesper Strömblad gegründet, der sich mit der Ausrichtung seiner Band Ceremonial Oath nicht mehr identifizieren konnte und diese verließ. Da er melodischere Lieder schreiben wollte, gründete er In Flames.
Mit dem Gitarristen Glenn Ljungström und dem Bassisten Johan Larsson war die erste Besetzung komplett. Zu dritt spielte die Band ein Demo mit drei Liedern ein, das die Aufmerksamkeit von Wrong Again Records erregte; den Kontakt zur Plattenfirma stellte Niklas Sundin von Dark Tranquillity her. Um die Chancen auf einen Vertrag zu erhöhen, belog die Band den Besitzer von Wrong Again und behauptete, sie habe bereits 13 Lieder geschrieben. Dennoch wurde die Band unter Vertrag genommen. Das Angebot von Wrong Again erhielt die Band durch einen Telefonanruf.

### Lunar StrainundThe Jester Race

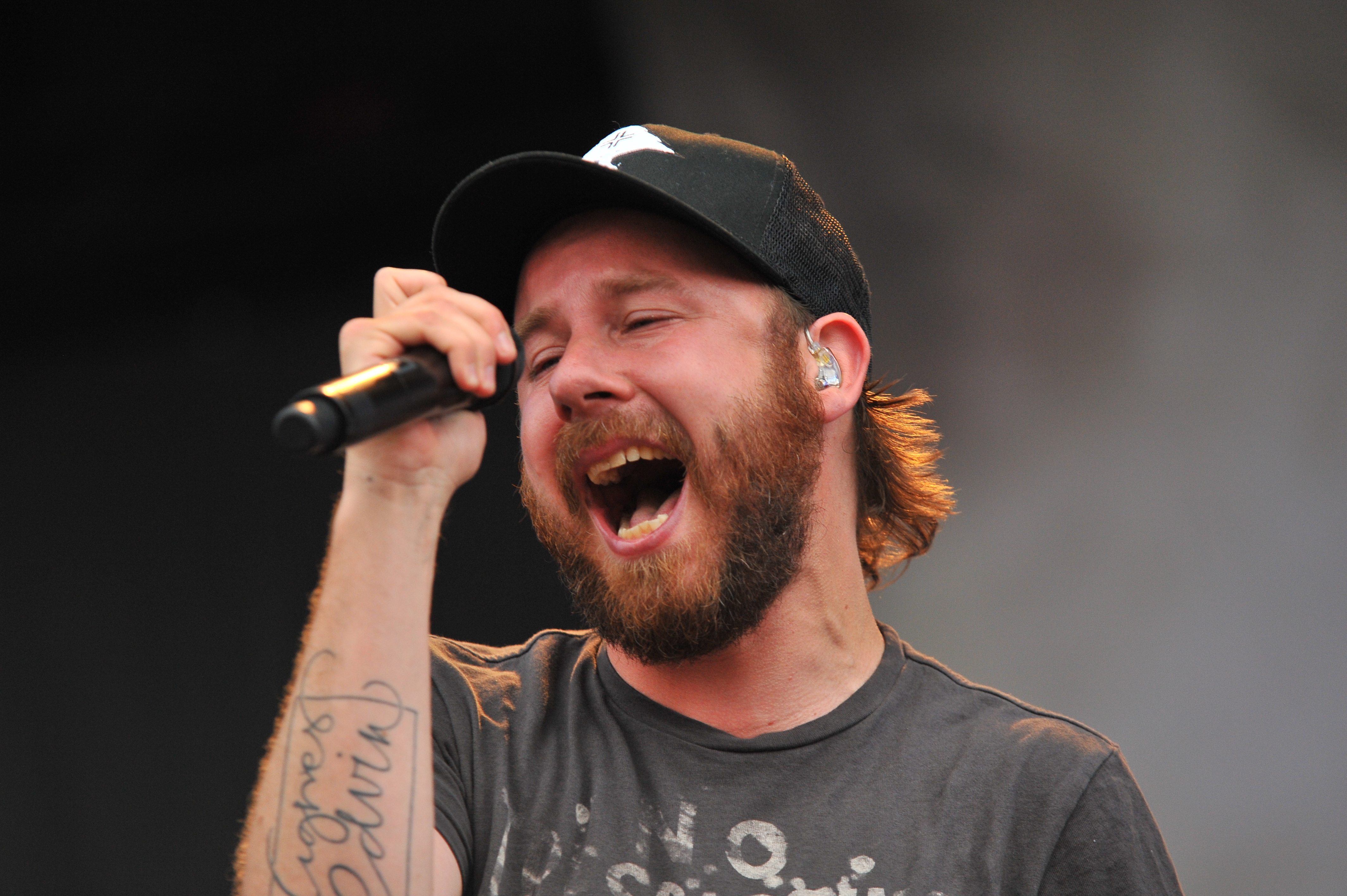
Anders Fridén (2011)

Das selbst produzierte Debütalbum Lunar Strain wurde 1993 im Studio Fredman aufgenommen. Da die Band zu dieser Zeit keinen Sänger hatte, fragte Jesper Strömblad den befreundeten Sänger Mikael Stanne von Dark Tranquillity, ob er aushelfen wolle. Stanne stimmte zu und Lunar Strain erschien 1994. Im gleichen Jahr schob die Band noch die EP Subterranean nach. Da es für die Band „höllisch schwer [war], einen guten Sänger zu bekommen“, griff sie für die EP auf Henke Forss von Dawn zurück. Die EP brachte der Band einen Vertrag bei der deutschen Plattenfirma Nuclear Blast ein.
In Flames waren es leid, für Albumaufnahmen und für Konzerte ständig neue Gastsänger und -musiker zu suchen. Zeitweilig waren neben Mikael Stanne noch Anders Jivarp (ebenfalls Dark Tranquillity) und Anders Iwers (Tiamat) als Gastmusiker in der In Flames-Besetzung. 1995 wurde Anders Fridén fester Sänger der Band. Björn Gelotte nahm den Posten hinter dem Schlagzeug ein. Zusammen nahm die Band das Album The Jester Race auf, welches 1996 veröffentlicht wurde. Mit diesem Album schaffte die Band den Durchbruch in der Metal-Szene und veröffentlichten gleichzeitig einen Genreklassiker. The Jester Race beeinflusste nicht nur die Melodic-Death-Metal-, sondern auch die Metalcore-Szene. In Flames gingen mit Bands wie Kreator, Samael und Grip Inc. auf Europatournee.

### WhoracleundColony

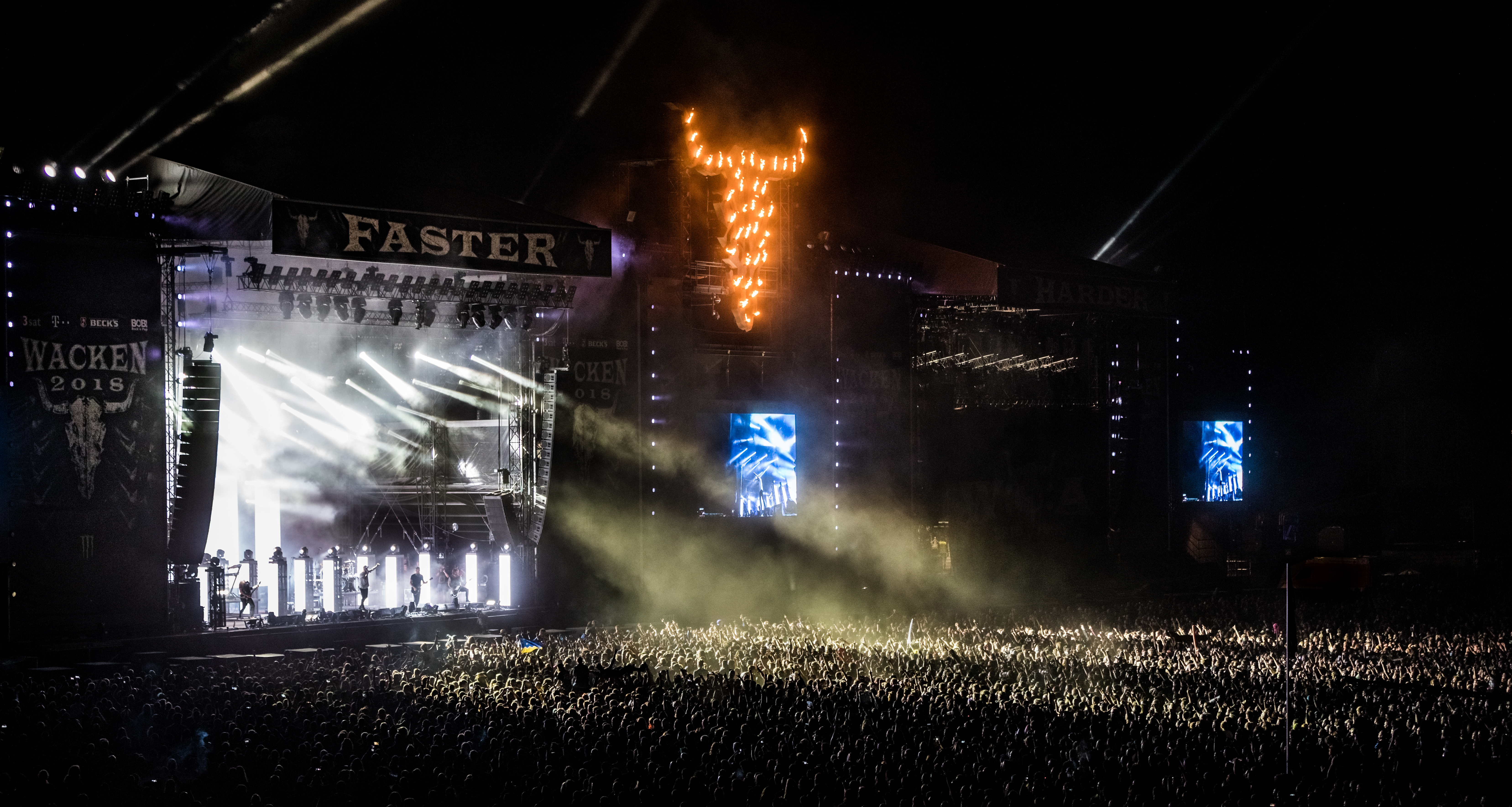
In Flames live beim Wacken Open Air 2018

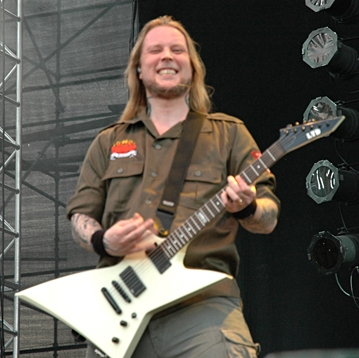
Jesper Strömblad

1997 kehrten In Flames ins Fredman-Studio zurück, um das dritte Studioalbum Whoracle aufzunehmen. Nach Abschluss der Aufnahmen verließen Ljungström und Larsson die Band, um sich anderen Projekten zu widmen. Die vakanten Posten wurden von Niclas Engelin (Gitarre) und Peter Iwers (Bass) besetzt. Mit der neuen Besetzung spielte die Band eine kleine Tournee mit Dimmu Borgir. Die beiden neuen Mitglieder wurden fest in die Band integriert und In Flames spielten eine Europatournee sowie zum ersten Mal in Japan. Das Album Whoracle war erfolgreich und schaffte als erstes In Flames-Album den Sprung in die deutschen Albumcharts, wo es Platz 78 belegte.
Ende 1997 verließ Engelin die Band wieder, um sich mehr auf seine eigene Band Gardenian zu konzentrieren. Schlagzeuger Björn Gelotte wechselte daraufhin an die Gitarre und wurde durch den ehemaligen Sacrilege-Schlagzeuger Daniel Svensson ersetzt. Das erste Album in dieser Besetzung war Colony, welches im Jahre 1999 erschien. Der deutsche Metal Hammer zeichnete Colony als Album des Monats aus. Nach einer weiteren erfolgreichen Tour durch Europa und Japan spielte die Band ihr erstes Konzert in den USA beim Milwaukee Metal Fest.

### ClaymanundReroute to Remain
Ein Jahr später folgte das sehr erfolgreiche Album Clayman, bei dem sich die Band laut einiger Kritiker experimentierfreudiger zeigte. Die Band verbrachte drei Monate im Studio, bevor das Album im August veröffentlicht wurde. Innerhalb weniger Monate verkaufte sich das Album häufiger als seine Vorgänger. Im gesamten Jahr 2000 spielte die Band 150 Konzerte mit Bands unterschiedlicher Richtungen wie Dream Theater, Testament oder Slipknot. Bei einigen Konzerten wurde Peter Iwers durch Dick Löwgren von der Band Armageddon ersetzt, da Iwers Vater wurde. Während eines Konzerts in Tokio wurde das Live-Album The Tokyo Showdown mitgeschnitten. Das Jahr 2001 verlief relativ ruhig. Die Band gönnte sich eine kleine Auszeit und spielte nur vereinzelte Konzerte. Ein Konzert in Göteborg wurde live im Radio übertragen und durch mehrere TV-Sender aufgezeichnet.

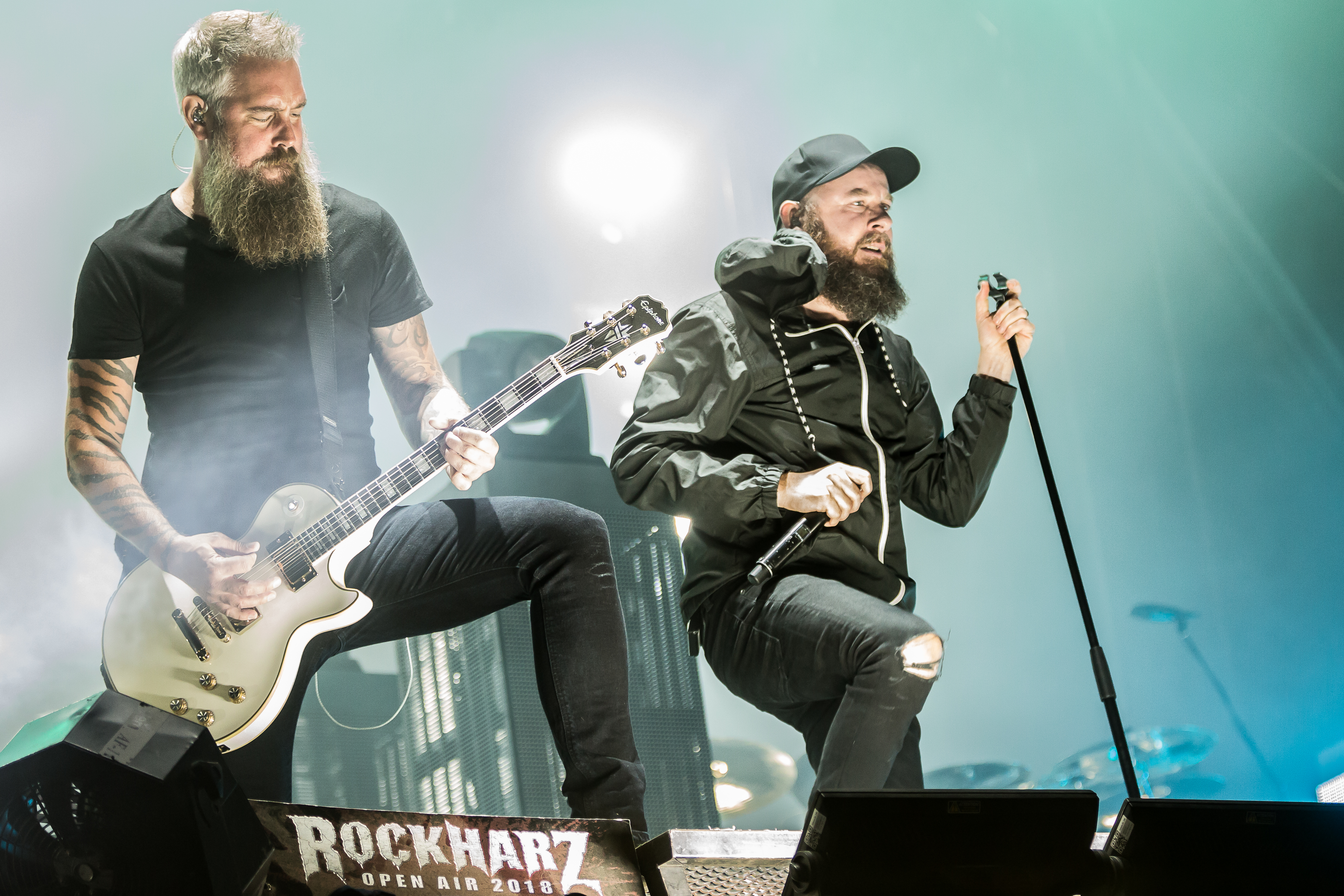
Gitarrist Björn Gelotte und Sänger Anders Fridén beim Rockharz Open Air 2018

Die Band wollte neue Wege beschreiten. Zum zweiten Mal änderte sie das Bandlogo (die erste Änderung erfolgte 1997). Außerdem wollte sie ein neues Studio sowie einen neuen Produzenten ausprobieren, nachdem alle bisherigen Alben im Studio Fredman entstanden waren. Man entschied sich für das Dug Out-Studio und den Produzenten Daniel Bergstrand. Reroute to Remain vergrößerte die Popularität der Band noch einmal, während viele Fans der älteren Alben enttäuscht wurden. In Flames spielten zwei Headliner-Tourneen in Europa und Nordamerika und teilten sich die Bühne mit Bands wie Slayer, Soulfly und Mudvayne. Nach ihrem Auftritt beim Hultsfred Festival in Schweden erhielten In Flames das Angebot, als Vorgruppe beim Metallica-Konzert in der spanischen Hauptstadt Madrid aufzutreten.

### Soundtrack to Your EscapeundCome Clarity
Im Mai 2003 mietete die Band ein abgelegenes Haus in Dänemark an, wo das siebte Studioalbum Soundtrack to Your Escape größtenteils aufgenommen wurde. Die Band wollte im Ausland aufnehmen um ungestört am neuen Material zu arbeiten. Lediglich das Schlagzeug wurde im Dug Out-Studio aufgenommen. Produzent war erneut Daniel Bergstrand. Aufgrund der experimentellen Lieder ist das Album unter den Fans umstritten. Neben einer eigenen Headliner-Tournee spielten In Flames auch im Vorprogramm anderer Bands wie Metallica, Judas Priest, Motörhead oder Mötley Crüe. Während dieser Tourneen entstand das Album Used and Abused: In Live We Trust, welches als DVD und als Live-Album-/DVD-Kombination veröffentlicht wurde.

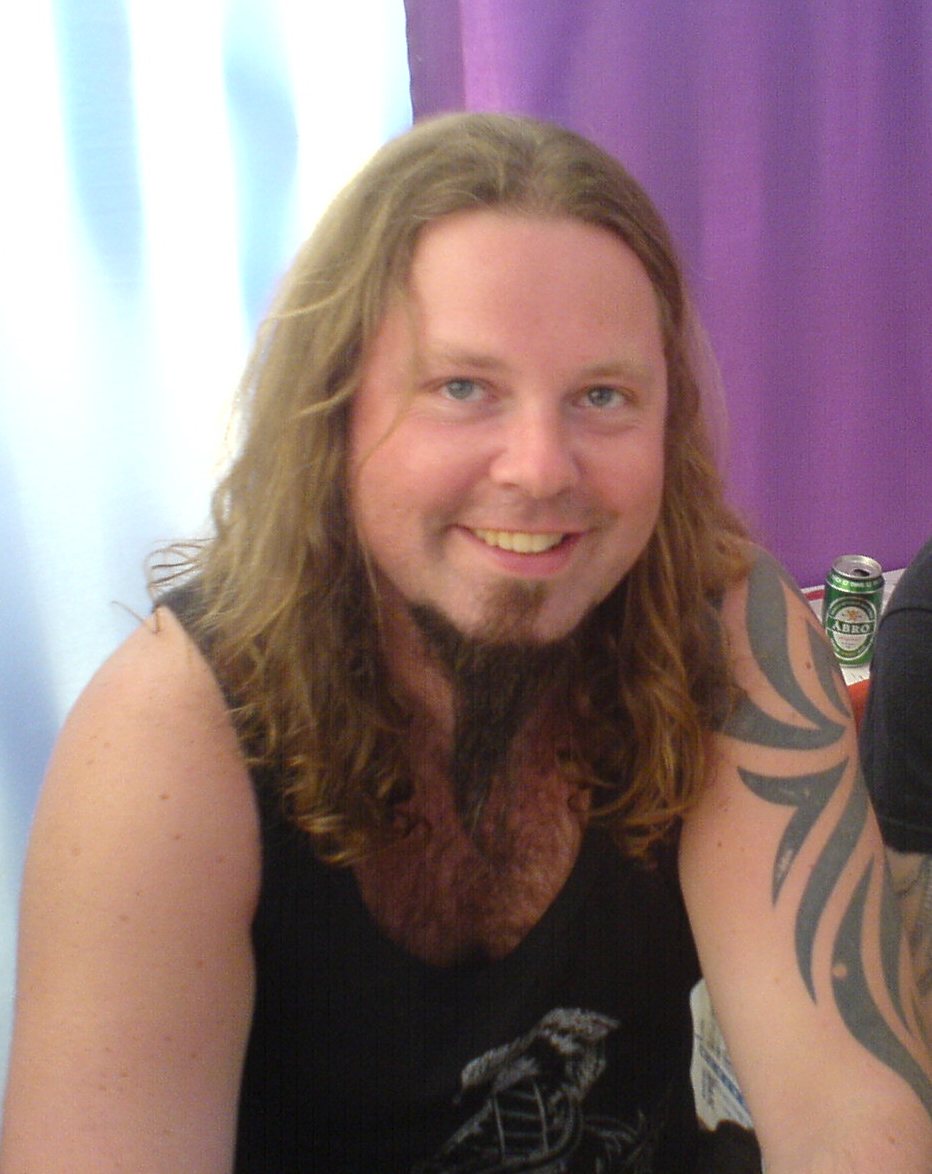
Bassist Peter Iwers

Ebenfalls 2005 unterschrieb die Band einen Vertrag mit der US-amerikanischen Plattenfirma Ferret Music, um den Vertrieb der In-Flames-Alben in Nordamerika zu verbessern. Am 3. Februar 2006 erschien das Album Come Clarity, mit dem die Band ihren eigenen Stil weiter ausbaute, aber auch auf Elemente ihrer früheren Alben zurückgriff. In ihrem Heimatland Schweden schaffte In Flames erstmals den Sprung auf Platz eins der Albumcharts. Auch in Finnland erreichte man Platz eins der Charts. In Deutschland erreichte das Album Platz sechs. Es folgte eine Headliner-Tournee durch Europa mit Sepultura. Im Herbst 2006 nahmen In Flames an Slayers „Unholy-Alliance“-Tournee teil.

### A Sense of PurposeundSounds of a Playground Fading
Zwischen September und November 2007 nahm die Band in ihrem bandeigenen Studio ihr neuntes Album A Sense of Purpose auf. In Nordamerika erschien das Album bei Koch Records, während die Band für den Rest der Welt seinen Vertrag mit Nuclear Blast verlängerte. Während der Aufnahmen nahm die Band ein Videotagebuch auf, die in insgesamt zwölf Episoden über das Internet verbreitet wurden. Das am 4. April 2008 erschienene Album wurde im Rock Hard zum „Album des Monats“ gekürt. Vorab erschien am 7. März 2008 die EP The Mirror’s Truth, die in Deutschland Platz 71 der Singlecharts erreichte.
Zwischen Februar und Dezember 2009 begab sich der Gitarrist Jesper Strömblad in eine Rehabilitationsmaßnahme gegen seine Alkoholkrankheit. Strömblad wurde in der Zwischenzeit durch Niclas Engelin von der Band Engel ersetzt, der bereits 1997 bei In Flames aushalf. Am 11. Dezember 2009 kehrte Strömblad bei einem Konzert in Stockholm zurück. Das von 8.335 Zuschauern verfolgte Konzert war das bislang größte Einzelkonzert der Bandgeschichte.
Am 12. Februar 2010 gab die Band bekannt, dass Jesper Strömblad die Band verlassen hat. Seiner eigenen Aussage nach verlässt er die Band endgültig, um seine „inneren Dämonen zu bekämpfen und zu besiegen“. Strömblad wurde durch Niclas Engelin ersetzt. Im März 2011 unterschrieb die Band einen Vertrag bei Century Media. Die Veröffentlichung des zehnten Studioalbums Sounds of a Playground Fading erfolgte am 17. Juni 2011. Das Album wurde im November 2011 in Schweden mit Gold ausgezeichnet.

### Siren Charms
Bei den Sommerkonzerten 2013 vertrat The-Haunted-Gitarrist Patrik Jensen den Gitarristen Niclas Engelin, da dieser Vater wurde. Des Weiteren gab die Band bekannt, nach den Festivalauftritten im Sommer eine Pause einlegen zu wollen, um mit den Aufnahmen zu einem neuen Studioalbum zu beginnen. Das neue Album Siren Charms erschien am 5. September 2014. Im November 2015 verließ Schlagzeuger Daniel Svensson die Band, um sich mehr um seine Familien kümmern zu können und um eine Brauerei zu gründen. Sein Nachfolger wurde Joe Rickard, der zuvor in der US-amerikanischen Band Red spielte. Am 29. November 2016 gab Bassist Peter Iwers seinen Ausstieg zum Ende der laufenden Tour bekannt.

## Stil

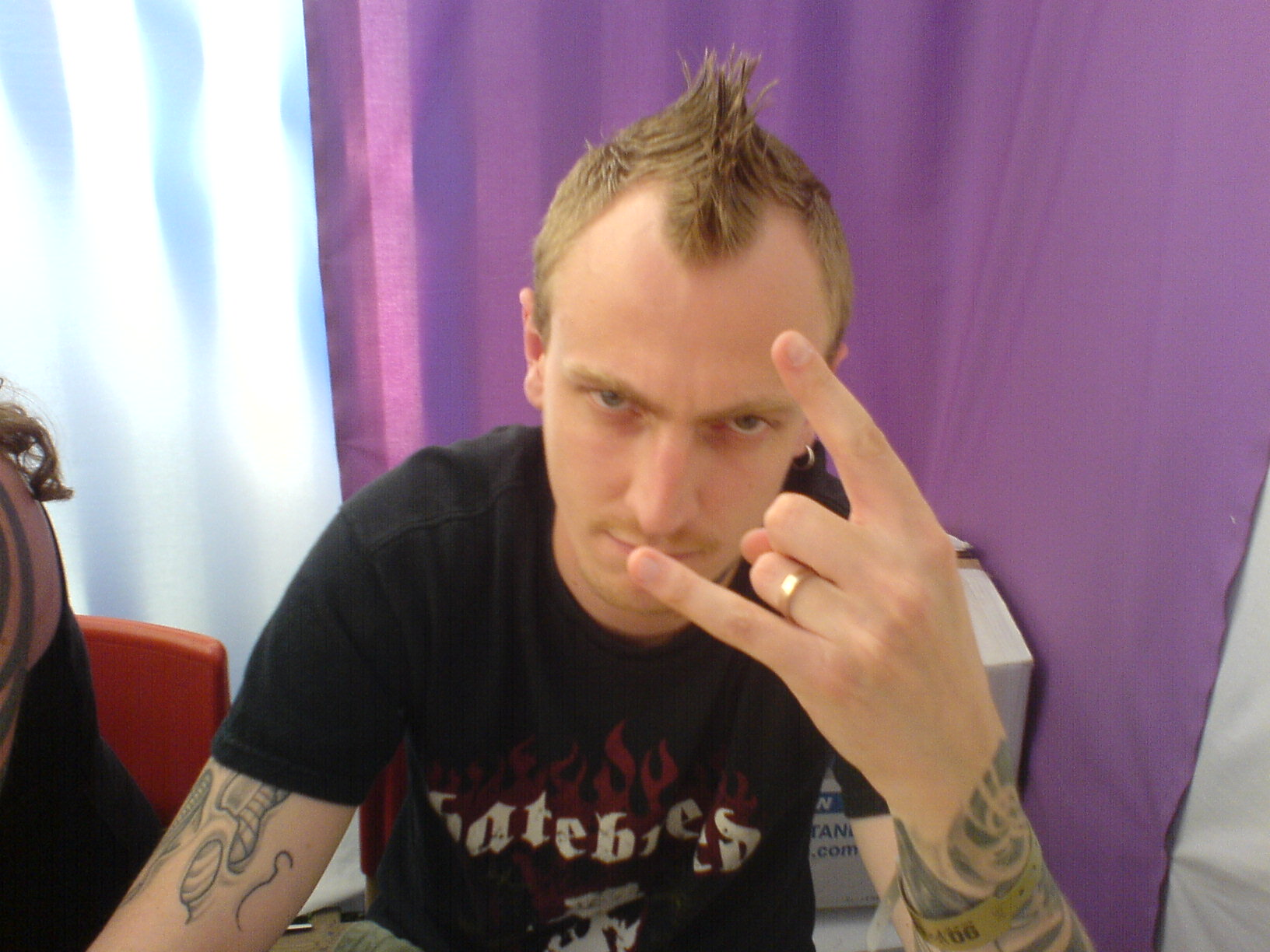
Daniel Svensson

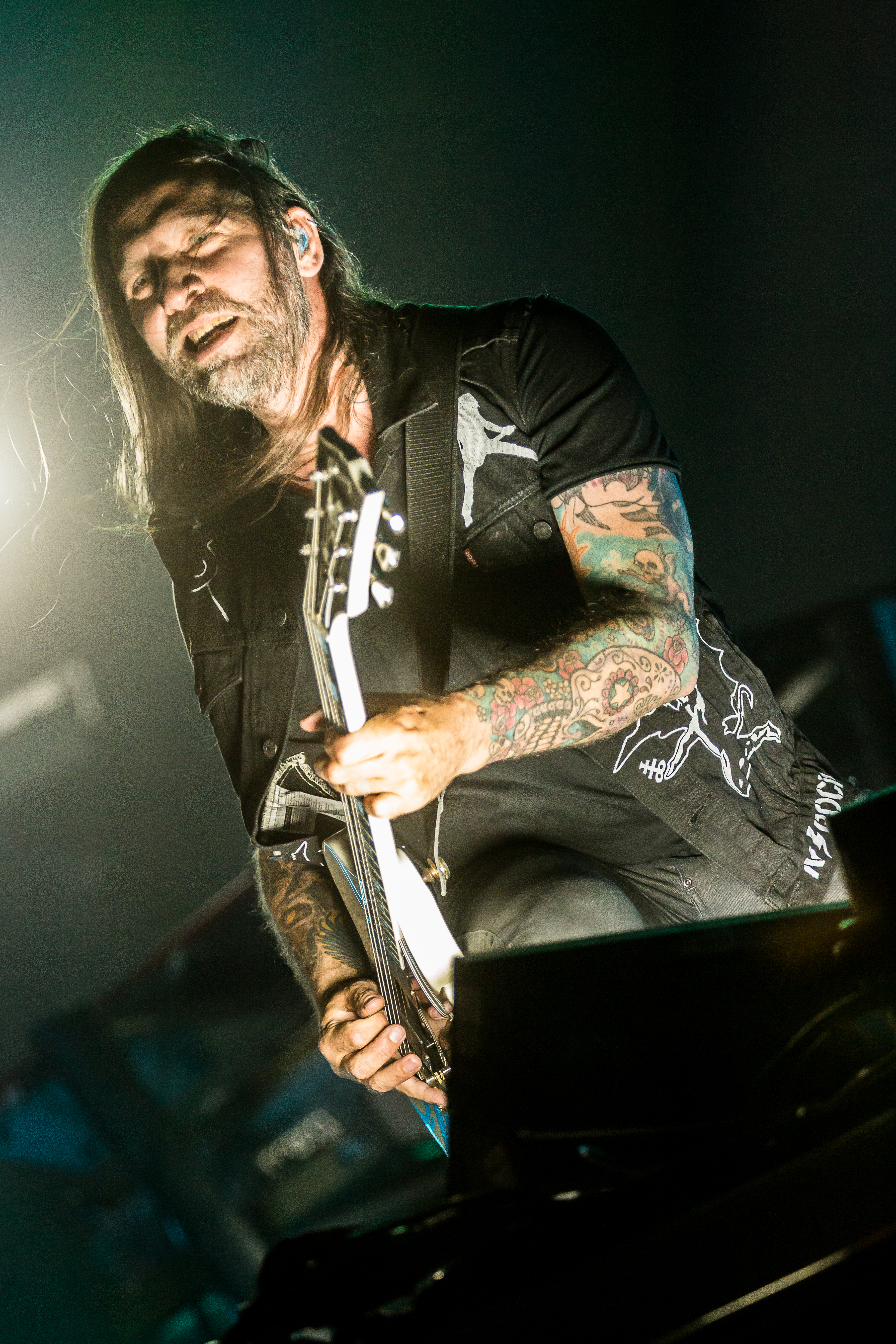
Niclas Engelin beim Rockharz Open Air 2018

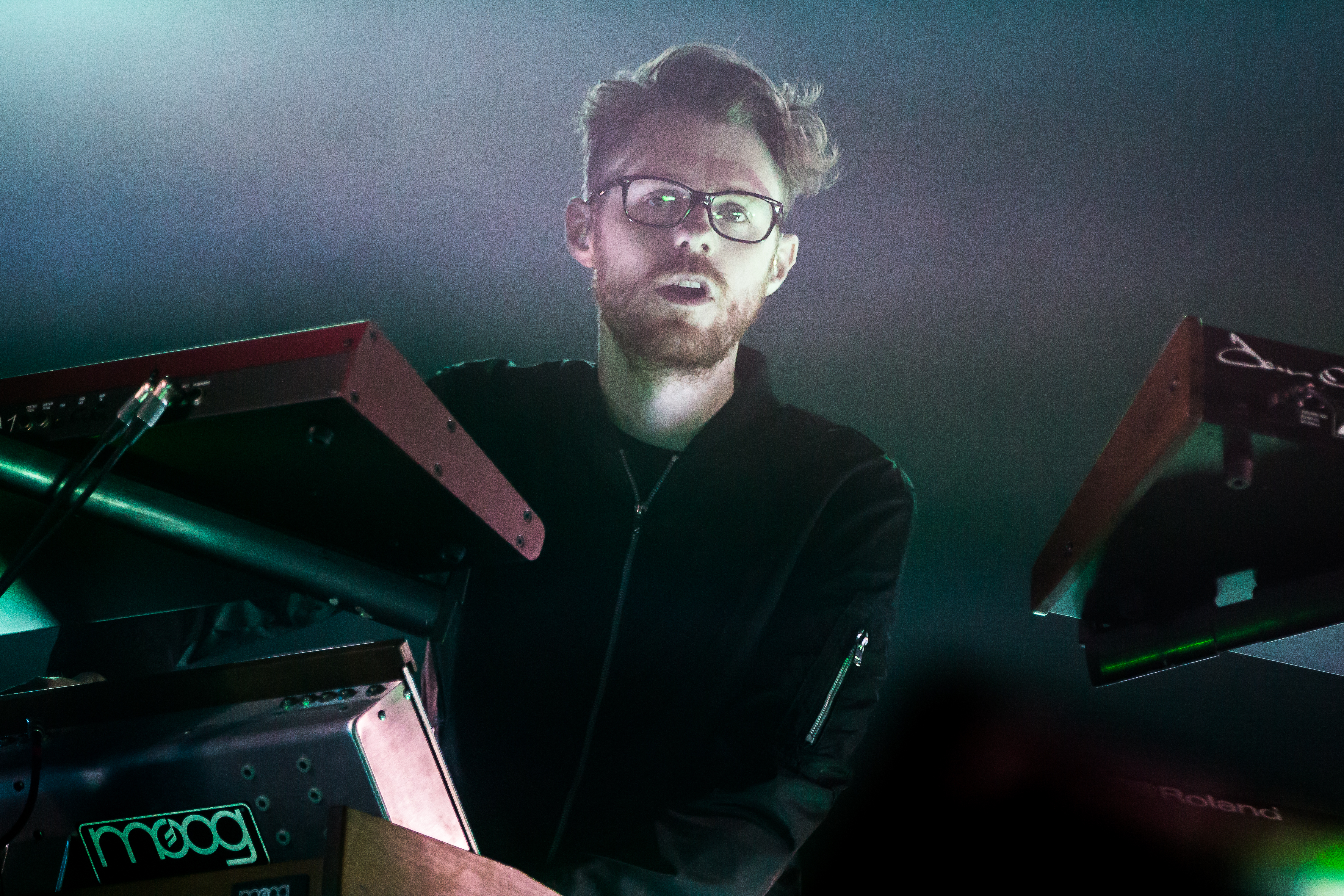
Live-Musiker Nils Nielsen am Keyboard beim Rockharz Open Air 2018

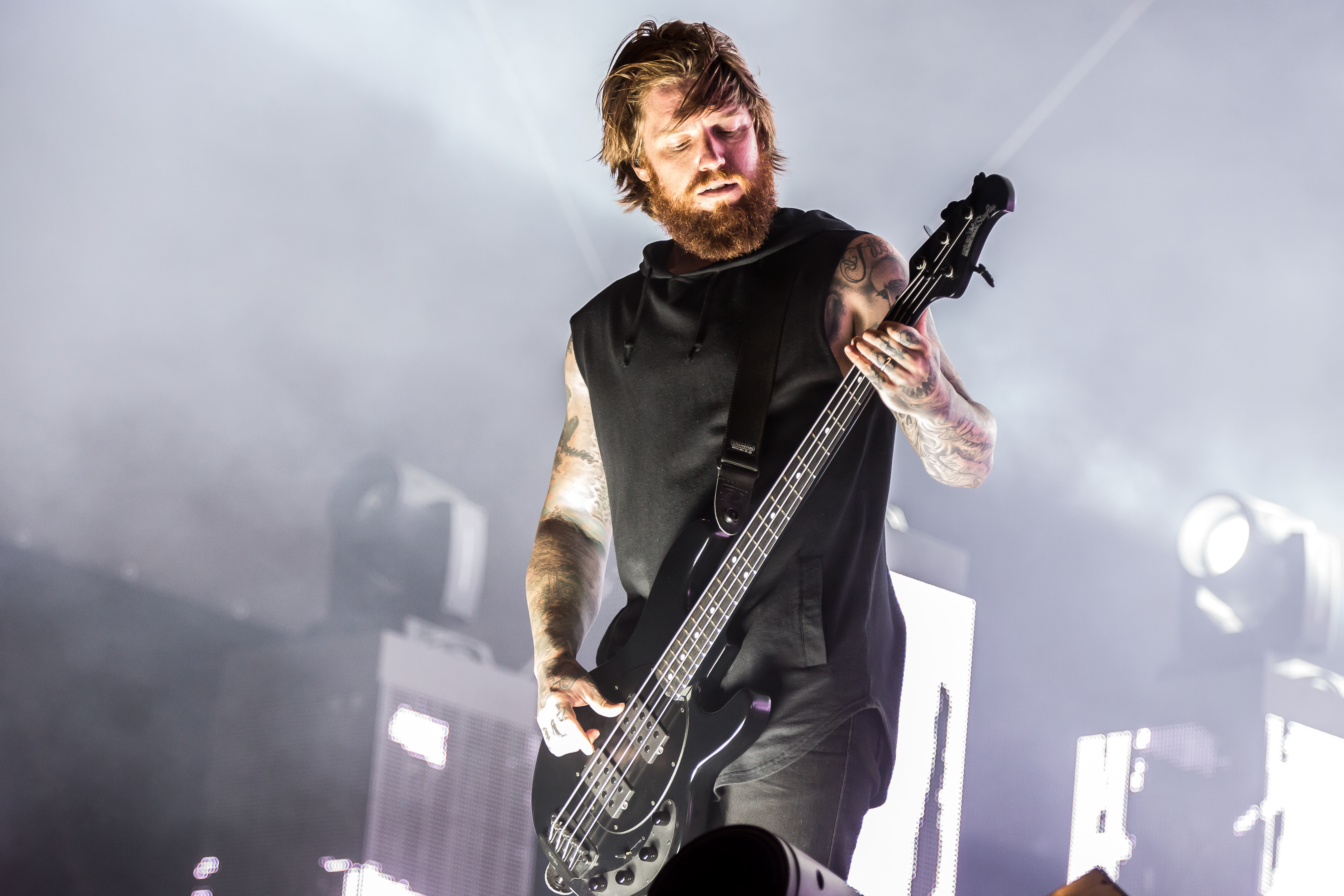
Live-Musiker Bryce Paul am Bass beim Rockharz Open Air 2018

### Musik
Als Jesper Strömblad die Band In Flames gründete, wollte er Musik schreiben, die den Gitarrenstil von Iron Maiden mit der Härte des Death Metal verbindet. Außerdem verwendete die Band seit ihren Anfangstagen Keyboards, was zur damaligen Zeit ein ungewöhnliches Instrument im Death-Metal-Bereich war. Die Aufnahme eines festen Keyboarders in die Band stand aber nie zur Debatte.
Charakteristisch für die Musik von In Flames ist die permanente Verwendung von zwei harmonierenden Lead-Gitarren, die über einer Rhythmusgitarre spielen. Da die Band nur zwei Gitarristen hat, gab es immer wieder Schwierigkeiten, die Lieder bei Konzerten darzubieten. Aus diesem Grund achtet die Band beim Schreiben neuer Lieder darauf, ob diese auch live reproduzierbar sind.
Ob die Band heute noch dem Genre Melodic Death Metal zugeordnet werden kann, ist umstritten. Das Album A Sense of Purpose wurde vom deutschen Rock-Hard-Magazin mit dem Genreicon für „Modern Metal“ versehen. Teilweise werden In Flames heutzutage auch als Metalcore bezeichnet, wenngleich typische Merkmale dieses Genres wie Breakdowns fehlen. Die Band hat in mehreren Interviews angegeben, dass sie nicht zu ihren Wurzeln zurückkehren wird.

### Texte und Gesang
Im Laufe der Jahre haben sich die Themen der Liedtexte geändert. Bei den früheren Alben ging es oft um die Zukunft der Menschheit und andere globale Themen. Whoracle ist ein Konzeptalbum über den Untergang einer Zivilisation. Seit dem Album Soundtrack to Your Escape stehen eher persönliche Erfahrungen und Gedanken im Mittelpunkt.
Sänger Anders Fridén benutzte anfangs hauptsächlich Growls. Später wurde aus dem Gesang mehr eine Mischung aus Growls, Screams und Shouts, die sich immer wieder mit klarem Gesang abwechselten. In den letzten Jahren benutzte Fridén insbesondere bei den Refrains Klargesang.

### Einflüsse
Als Mitpioniere ihres Genres haben In Flames viele andere Bands inspiriert. Die meisten dieser Bands kommen aus dem Bereich des Melodic Death Metal. Auch einige Metalcore-Bands wie Darkest Hour oder As I Lay Dying wurden durch In Flames beeinflusst.

## Hintergrund

### Auszeichnungen
In Flames wurden in ihrem Heimatland Schweden dreimal mit dem Grammis, dem schwedischen Grammy, ausgezeichnet. 2005 wurden sie für das Album Soundtrack to Your Escape in der Kategorie „Bestes Hard Rock/Metal-Album“ ausgezeichnet. Ein Jahr später erhielten In Flames als erste Metal-Band überhaupt den „Export Award“. 2007 folgte die Honoration als „bestes Hard Rock/Metal-Album“ für Come Clarity. Zuletzt wurde Come Clarity Ende Dezember 2009 von der schwedischen Tageszeitung Aftonbladet zum besten schwedischen Album der Dekade gekürt.

### Bandmaskottchen
Während der Aufnahmen zum Album The Jester Race hatte Sänger Anders Fridén die Idee für ein Maskottchen. Aus dieser Idee entstand der „Jester Head“ (engl. Narrenkopf), der auch auf dem Cover des Albums auftauchte. Seitdem sieht man das Maskottchen immer wieder auf den Coverartworks der Alben sowie auf den T-Shirts der Band.

### IF Studios
Seit 2006 verfügt die Band mit den IF Studios über ein eigenes Studio. Die Band kaufte ihrem langjährigen Produzenten Frederik Nordström die ehemaligen Räumlichkeiten seines Studio Fredmans ab. Nordström zog mit seinem Studio in einen Vorort von Göteborg. Die IF Studios befinden sich in einem Industriegebiet in der Nähe des Stadtzentrums von Göteborg und dienen der Band auch als Proberaum und Büro.

### Borgholm / Dalhalla Brinner
Im Jahre 2018 veranstaltete die Band erstmals das eigene Musikfestival Borgholm Brinner (schwedisch: Borgholm brennt). Das Festival fand in der Ruine des Schloss Borgholm auf der Insel Öland statt. Auf dem zweitägigen Festivals spielen In Flames jeweils als Headliner des Tages. Nachdem das Festival in den Jahren 2020 und 2021 wegen der COVID-19-Pandemie nicht stattfinden konnte, findet das Festival ab 2022 auf der Freilichtbühne Dalhalla statt und firmiert seitdem unter dem Namen Dalhalla Brinner.
- 2018: In Flames, Dark Tranquillity, Raised Fist, Danko Jones, Comeback Kid, Satyricon, Bullet for My Valentine, Graveyard, Tribulation.[31]
- 2019: In Flames, Opeth, Of Mice & Men, At the Gates, Turbonegro, Witchcraft, Hardcore Superstar, Bombus, Skraeckoedlan[32]
- 2022: In Flames, TesseracT, Lorna Shore, Orbit Culture[33]
- 2023: In Flames, Killswitch Engage, Fit for an Autopsy, MØL, Hypocrisy, Sylosis, Horndal[34]

## Diskografie
Studioalben

| Jahr | Titel Musiklabel                            | Höchstplatzierung, Gesamtwochen, AuszeichnungChartplatzierungen (Jahr, Titel, Musiklabel, Platzierungen, Wochen, Auszeichnungen, Anmerkungen) | Höchstplatzierung, Gesamtwochen, AuszeichnungChartplatzierungen (Jahr, Titel, Musiklabel, Platzierungen, Wochen, Auszeichnungen, Anmerkungen) | Höchstplatzierung, Gesamtwochen, AuszeichnungChartplatzierungen (Jahr, Titel, Musiklabel, Platzierungen, Wochen, Auszeichnungen, Anmerkungen) | Höchstplatzierung, Gesamtwochen, AuszeichnungChartplatzierungen (Jahr, Titel, Musiklabel, Platzierungen, Wochen, Auszeichnungen, Anmerkungen) | Höchstplatzierung, Gesamtwochen, AuszeichnungChartplatzierungen (Jahr, Titel, Musiklabel, Platzierungen, Wochen, Auszeichnungen, Anmerkungen) | Höchstplatzierung, Gesamtwochen, AuszeichnungChartplatzierungen (Jahr, Titel, Musiklabel, Platzierungen, Wochen, Auszeichnungen, Anmerkungen) | Anmerkungen |
| Jahr | Titel Musiklabel                            | DE | AT | CH | UK | US | SE | Anmerkungen |
| ---- | ------------------------------------------- | --- | --- | --- | --- | --- | --- | --- |
| 1994 | Lunar Strain Wrong Again Records            | — | — | — | — | — | — | Erstveröffentlichung: 1. April 1994 Wiederveröffentlichung: 26. November 2021 über Nuclear Blast inkl. der EP Subterranean |
| 1996 | The Jester Race Nuclear Blast               | — | — | — | — | — | — | Erstveröffentlichung: 20. Februar 1996 Wiederveröffentlichung: 26. November 2021 inkl. der EP Black-Ash Inheritance        |
| 1997 | Whoracle Nuclear Blast                      | DE78 (1 Wo.)DE | — | — | — | — | — | Erstveröffentlichung: 27. Oktober 1997 Wiederveröffentlichung: 26. November 2021                                           |
| 1999 | Colony Nuclear Blast                        | DE69 (1 Wo.)DE | — | — | — | — | SE34 (1 Wo.)SE | Erstveröffentlichung: 21. Mai 1999 Wiederveröffentlichung: 26. November 2021                                               |
| 2000 | Clayman Nuclear Blast                       | DE16 a (3 Wo.)DE | AT48 b (2 Wo.)AT | CH26 b (1 Wo.)CH | — | — | SE17 (3 Wo.)SE | Erstveröffentlichung: 3. Juli 2000 Wiederveröffentlichung: 26. November 2021                                               |
| 2002 | Reroute to Remain Nuclear Blast             | DE23 (4 Wo.)DE | AT67 (5 Wo.)AT | — | — | — | SE5 (8 Wo.)SE | Erstveröffentlichung: 3. September 2002 Wiederveröffentlichung: 26. November 2021                                          |
| 2004 | Soundtrack to Your Escape Nuclear Blast     | DE28 (3 Wo.)DE | AT25 (5 Wo.)AT | — | — | US145 (2 Wo.)US | SE3 (8 Wo.)SE | Erstveröffentlichung: 29. März 2004 Wiederveröffentlichung: 26. November 2021                                              |
| 2006 | Come Clarity Nuclear Blast                  | DE6 (7 Wo.)DE | AT16 (6 Wo.)AT | CH30 (4 Wo.)CH | UK67 (1 Wo.)UK | US58 (4 Wo.)US | SE1 (13 Wo.)SE | Erstveröffentlichung: 3. Februar 2006 Wiederveröffentlichung: 26. November 2021                                            |
| 2008 | A Sense of Purpose Nuclear Blast            | DE6 (9 Wo.)DE | AT6 (15 Wo.)AT | CH29 (4 Wo.)CH | UK54 (1 Wo.)UK | US28 (4 Wo.)US | SE1 Gold · (24 Wo.)SE | Erstveröffentlichung: 1. April 2008 Verkäufe: + 20.000 Wiederveröffentlichung: 26. November 2021                           |
| 2011 | Sounds of a Playground Fading Century Media | DE1 (9 Wo.)DE | AT6 (8 Wo.)AT | CH12 (6 Wo.)CH | UK74 (1 Wo.)UK | US27 (4 Wo.)US | SE2 Gold · (22 Wo.)SE | Erstveröffentlichung: 15. Juni 2011 Verkäufe: + 20.000                                                                     |
| 2014 | Siren Charms Sony Music                     | DE7 (3 Wo.)DE | AT7 (5 Wo.)AT | CH9 (5 Wo.)CH | UK52 (1 Wo.)UK | US26 (2 Wo.)US | SE1 Gold · (11 Wo.)SE | Erstveröffentlichung: 5. September 2014 Verkäufe: + 20.000                                                                 |
| 2016 | Battles Nuclear Blast                       | DE7 (3 Wo.)DE | AT8 (3 Wo.)AT | CH13 (3 Wo.)CH | UK75 (1 Wo.)UK | US60 (1 Wo.)US | SE2 (6 Wo.)SE | Erstveröffentlichung: 11. November 2016                                                                                    |
| 2019 | I, the Mask Nuclear Blast                   | DE2 (8 Wo.)DE | AT1 (6 Wo.)AT | CH3 (8 Wo.)CH | UK66 (1 Wo.)UK | US121 (1 Wo.)US | SE1 (7 Wo.)SE | Erstveröffentlichung: 1. März 2019                                                                                         |
| 2023 | Foregone Nuclear Blast                      | DE1 (5 Wo.)DE | AT1 (5 Wo.)AT | CH1 (3 Wo.)CH | UK79 (1 Wo.)UK | US110 (1 Wo.)US | SE1 (4 Wo.)SE | Erstveröffentlichung: 10. Februar 2023                                                                                     |